# Sportler des Jahres 1952 (Deutschland)
Die besten deutschen Sportler des Jahres 1952 wurden durch Kurt Dobbratz ausgezeichnet. Veranstaltet wurde die Wahl zum 6. Mal von der Internationalen Sport-Korrespondenz (ISK). Insgesamt gaben 273 Sportreporter und -redakteure aus Westdeutschland, Berlin, der DDR und dem Saarland ihre Stimmen ab. Jeder an der Wahl teilnehmende Sportjournalist konnte 55 Stimmen abgeben: zehn für den besten deutschen Sportler, neun für den zweitbesten, acht für den drittbesten, sieben für den viertbesten, sechs für den fünftbesten usw.
Sieger wurde der Automobilrennfahrer Karl Kling vor dem Vorjahressieger, dem Ehepaar Paul Falk und Ria Baran-Falk. Bester Amateursportler wurde der drittplatzierte Edgar Basel.

## Rangliste
|     | Sportler/Sportlerin                         | Sportart               | Punkte | Erfolge 1952 |
| --- | ------------------------------------------- | ---------------------- | ------ | --- |
| 1.  | Karl Kling                                  | Motorsport             | 1744   | Sieger der Carrera Panamericana                                                                                            |
| 2.  | Ehepaar Falk (Paul Falk und Ria Baran-Falk) | Eis- und Rollkunstlauf | 1359   | Weltmeister und Sieger bei den Olympischen Winterspielen                                                                   |
| 3.  | Edgar Basel                                 | Boxen                  | 1216   | Silbermedaille im Fliegengewichtsboxen bei den Olympischen Sommerspielen                                                   |
| 4.  | Annemirl Buchner                            | Skisport               | 1148   | Silber in der Abfahrt, Bronze im Slalom und Riesenslalom bei den Olympischen Winterspielen                                 |
| 5.  | Andreas Ostler                              | Bobsport               | 1088   | Zweifacher Olympiasieger                                                                                                   |
| 6.  | Maria Sander                                | Leichtathletik         | 0699   | Bronzemedaille im 80-Meter-Hürdenlauf und Silbermedaille mit der 4-mal-100-Meter-Staffel bei den Olympischen Sommerspielen |
| 7.  | Heinz Neuhaus                               | Boxen                  | 0684   | Europameister im Schwergewicht                                                                                             |
| 8.  | Herbert Schade                              | Leichtathletik         | 0648   | Bronzemedaille im 5000-Meter-Lauf bei den Olympischen Sommerspielen                                                        |
| 9.  | Alfred Schwarzmann                          | Turnen                 | 0646   | Silbermedaille am Reck bei den Olympischen Sommerspielen                                                                   |
| 10. | Karl-Friedrich Haas                         | Leichtathletik         | 0580   | Bronzemedaille mit der 4-mal-400-Meter-Staffel und Vierter im 400-Meter-Lauf bei den Olympischen Sommerspielen             |

Insgesamt wurden 78 Sportlerinnen und Sportler genannt.